# Mundo sublunar

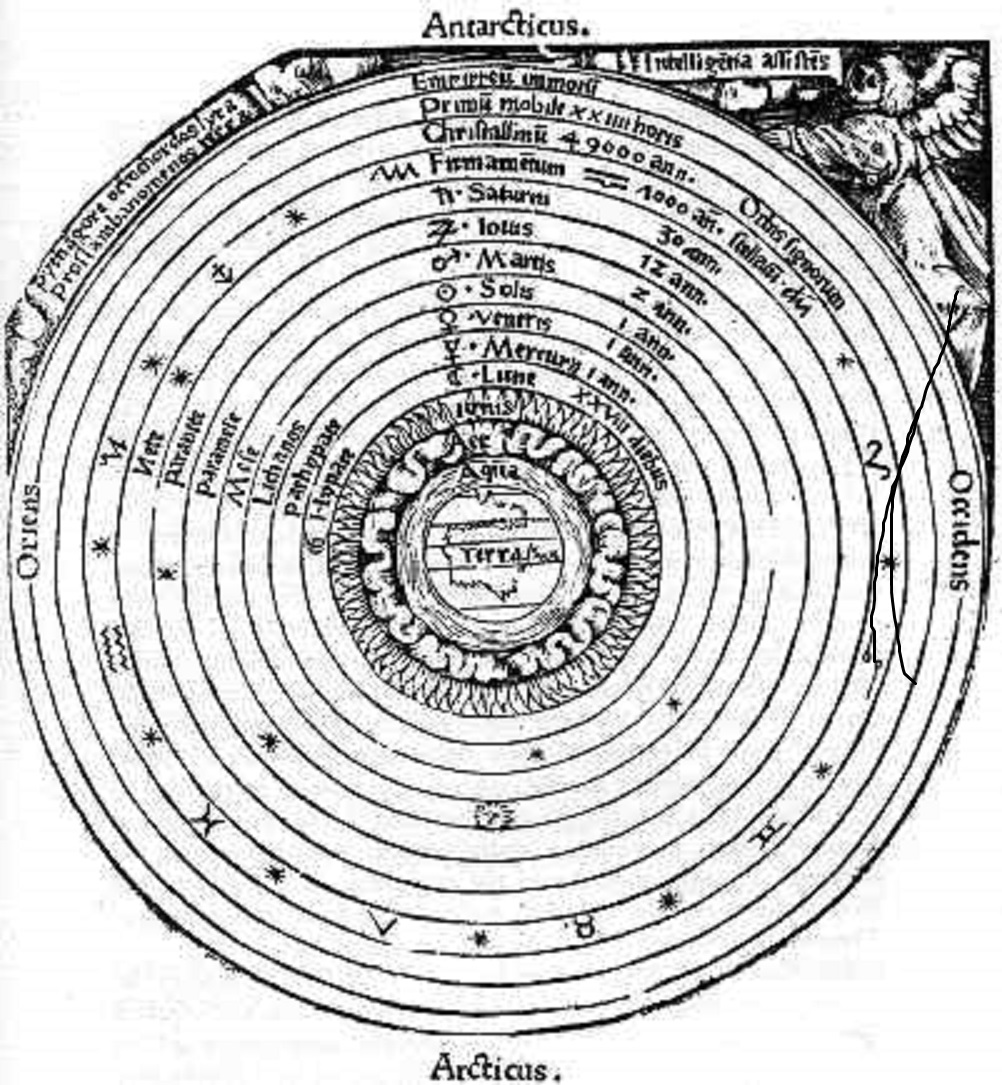
El universo según Aristóteles.

En la antigua teoría geocéntrica, el mundo sublunar o esfera sublunar era la región del cosmos que estaba situada por debajo de la Luna. Constituida por los cuatro elementos clásicos: tierra, agua, aire y fuego, la región estaba caracterizada por estar sometida al cambio, a diferencia de la Luna y el resto de esferas superiores donde, por estar constituidas por éter, dominaba la inmutabilidad.

## Concepto
Aristóteles, en su filosofía de la naturaleza, distinguió en la realidad sensible dos regiones o mundos: el sublunar o terrestre y el supralunar o celeste.
El mundo sublunar estaba compuesto por los cuatro elementos (tierra, agua, aire y fuego) de Empédocles. Pero a diferencia de Empédocles, Aristóteles consideró que estos elementos podían transformarse unos en otros, explicando de esta forma la generación y la corrupción. En cambio, el mundo supralunar estaba compuesto únicamente por un quinto elemento llamado éter. Este quinto elemento no podía transformarse en los otros cuatro, ni alterarse de ninguna forma, siendo ingenerado e incorruptible.
El movimiento natural de los cuatro elementos sublunares era rectilíneo: la tierra hacia abajo, el fuego hacia arriba y el agua y el aire horizontalmente. Por el contrario, el movimiento natural del éter era circular, considerado perfecto y sin cambio porque no tiene principio ni fin.
Esta división del universo en dos regiones, una inferior sujeta al cambio y otra superior inmutable, llegaría a convertirse en una doctrina básica de la filosofía y cosmología medievales.